# نيسان أورفان
نيسان أورفان (بالإنجليزية: Nissan Urvan)‏ هي حافلة من تصنيع شركة نيسان موتورز.